# Amanda Bynes
Amanda Laura Bynes (Thousand Oaks (Californië), 3 april 1986) is een Amerikaanse voormalige televisieactrice en -comédienne. Ze speelde onder meer in de door Nickelodeon uitgezonden series The Amanda Show en All That. Bynes speelde in diverse films zoals What a Girl Wants in 2003. In juni 2010 kondigde ze via Twitter aan dat ze stopte met acteren. Nog geen maand later kondigde ze via hetzelfde medium aan dat ze weer ging acteren, kort hierna besloot ze haar twitter-account op te heffen.

## Juridische problemen
In maart 2012 kreeg Bynes een boete nadat ze betrapt was op bellen tijdens het rijden. Een maand later werd ze gearresteerd voor rijden onder invloed.
Op 6 september 2012 werd haar rijbewijs afgepakt wegens haar vermeende hit-and-run-incidenten met de politie. Op 16 september werd ze betrapt op het rijden met een geschorst rijbewijs en werd haar auto in beslag genomen. In mei 2013 werd ze veroordeeld tot drie jaar proeftijd.
Op 23 mei 2013 werd Bynes gearresteerd in haar huis in Manhattan wegens illegaal bezit van marihuana, poging tot het sjoemelen met bewijsstukken en roekeloos gedrag. De politie had waargenomen dat Bynes een waterpijp uit de 36e verdieping van haar appartement weggooide. Bynes beweerde dat de waterpijp een vaas was. Na haar arrestatie onderging Bynes een psychiatrisch onderzoek in een ziekenhuis.
Op 24 juli 2013 werd Bynes naar het Hillmont Psychiatric Center in Ventura County gebracht voor psychisch onderzoek nadat ze naar verluidt een kleine brand had gesticht op de oprit van een huis van een vreemdeling in Thousand Oaks in Californië. Hierbij verbrandde Bynes haar broekspijpen en overgoot ze haar hond met benzine. Later vluchtte ze en waste ze haar hond in een kamer bestemd voor werknemers in een supermarkt; ze werd gedwongen te vertrekken. Later werd ze opgepakt.
Later lieten Bynes' ouders zich benoemen tot de curatoren van hun dochter. Inmiddels heeft zij zich laten behandelen in het Ronald Reagan UCLA Medical Center. Van 2014 tot 2019 studeerde zij aan het Fashion Institute of Design and Merchandising (FIDM) in Los Angeles, waar zij een diploma behaalde in merchandise product design. Zij wil haar carrière op dit terrein voortzetten.